# Недялко Хубенов
Недялко Хубенов е български футболист, полузащитник.
Роден е на 23 август 1979 г. в град Хасково. Висок е 182 см и тежи 79 кг. Най-известен с играта си за отборите на Хасково и Локомотив Пловдив. Свободен агент.

## Отличия
- Шампион на България 2004 с ПФК Локомотив (Пловдив)
- Суперкупа на България 2004  с ПФК Локомотив (Пловдив)